# 강원국제관광엑스포
강원국제관광엑스포는 강원도가 '강원관광'의 이미지를 전세계에 알리기 위해서 개최한 국제관광박람회이다. 1999년 9월 11일에서 10월 30일까지 속초 청초호 주변에서 개최된 이 대회는 '93대전엑스포 이래 대한민국 최대의 국제행사로 성공적으로 치러졌다. 행사기간 동안 226만명의 관람객이 다녀가 지역관광 소득의 획기적 증대를 가져왔다. 특히 5만 3천명의 외국인 관람객이 방문하였다.
이 행사는 자치단체가 주관한 국제행사로는 처음으로 흑자(약 250억원)를 올렸으며, 강원도가 외국자본의 투자 적지로 주목받는 성과를 얻었다.